# ایندیاویژن
ایندیاویژن (به انگلیسی: Indiavision) یک شبکه خبری ۲۴ ساعته به زبان مالایی بود که دفتر مرکزی آن در ایالت کرالا در جنوب کشور هند واقع شده بود.

## تاریخچه
ماهواره ارتباطی ایندیاویژن در تاریخ ۱۴ ژوئیه ۲۰۰۳، پرتاب و فعال شد. م.ک. مونر در سال ۲۰۱۱ از مقام هیئت مدیره استعفا داد و سکان مدیریت شبکه را به عهده گرفت. و جمال الدین فراوکی را به مدیریت تحریریه برگزید. دومین کانال این شبکه به نام بله ایندیاویژن(YES Indiavision) که در موارد (جوانان، سرگرمی و ورزش) فعالیت خود را در ۱۴ فوریه ۲۰۰۷ شروع نمود. با توجه به مشکلات داخلی، کانال در ۳۱ مارس ۲۰۱۵ از ادامه فعالیت بازماند.
این شرکت دو بار در سال ۲۰۱۴ سر تیتر اخبار شد به دلیل اینکه تیم تحریریه آن در مورد عدم پرداخت حقوق، اعتصاب کردند.
بار دیگر این شبکه در ۴ مارس ۲۰۱۵ خبر ساز شد و مدیر وقت شبکه جمال‌الدین فاروقی و ادیتور آن کوچی به دلیل فرار از مالیات بازداشت شدند.
با شکایت ارناکولام در ۱۱ مارس سال ۲۰۱۴، پلیس کرالا پرونده‌ای علیه کانال ایندیاویژن و برخی از سازمان‌های رسانه‌ای دیگر، برای درخواست امضا تومار متهم به توهین به احساسات مذهبی شد. دلایل این شکایت قوانین داخلی هند بود.

## برنامه‌ها
- اخبار
- بحث سیاسی
- کالیدسکوپ
- باجه بلیط فروشی
- گالری
- رنگارنگ
- خبرنگار ویژه
- جهان در هفته‌ای که گذشت
- بحث هفته
- مداد رنگی
- گردشی در هند
- رو به رو